# سوپرپانل

## 'لزوم اجرا سازه‌ها با سیستم‌های جدید
- امکان اجرا با کیفیت بالا مطابق طراحی سازه
- افزایش دوام مصالح و در نتیجه عمر مفید ساختمان
- سرعت اجرا
- کاهش پرت مسالح
- جلوگیری از اتلاف انرژی
- مقاوم بودن ساختمان‌ها در برابر سوانح طبیعی
- صرفه جویی در هزینه‌ها

## سوپرپانل
سوپرپانل یکی از سیستم‌های پیشترفته قالب‌های بتنی خود ایستا است که از پانل‌های پلی استایرن انبساطی (یونولیت) ساخته شده و میلگرد گزاری آن در کارخانه انجام شده‌است.

## قاب مسلح دیوار باربر سوپرپانل
ابعاد قالب:عرض ۱۲۰ سانتیمتر، ارتفاع مطابق ارتفاع طبقه، ضخامت مقطع بتن مسلح از ۱۰ تا ۴۵ سانتیمتر بر اساس محاسبات سازه
دو لایه پلی استایرن به ضخامت حداقل ۵ سانتیمتر در طرف داخلی و ضخامت متغیر از ۵ تا ۱۵ سانتیمتر در لایه بیرونی
اتصال دو سفره میلگرد توسط:
میلگردهای عمود بر سطح دیوار و دو سر رزوه به قطر ۵ میلی‌متر و به فواصل ۲۰ سانتیمتر
میلگرد قطری در صفحه عمود بر سطح دیوار به قطر ۳ میلیمتر
میلگرد گزاری افقی بر اساس محاسبات سازه می‌باشد

## سیستم دیوار پارتیشن سوپر پانل
عرض ۶۰ سانتیمتر
ضخامت ۶ تا ۲۰ سانتیمتر و در ارتفاع نامحدود بنا به سفارش
استفاده از پروفیل ۰٫۸ میلیمتری پانچ شده در ارتفاع جهت استحکام دیوار

## سیستم قاب سقف سوپرپانل
عرض ۶۰ سانتیمتر و ضخامت از ۲۰ تا ۳۰ سانتیمتر در طول دهانه مطابق سفارش.
بکارگیری پروفیل از ورق گالوانیزه در طول کل قطعه، مقاومت مناسبی جهت بارهای وارده در هنگام نصب و ساخت و جهت اتصال سقف کاذب، آویز و… می‌دهد.
عدم نیاز به تیرچه و فوندوله.
لبه‌های پایین مقطع به صورت فاق و زبانه با پانلهای مجاور در هم قفل می‌شوند و در بالا فضای لازم جهت میلگرد گزاری فراهم می‌شود.
بتن ریزی همزمان سقف و تیرچه‌ها.

## روش‌های نصب و ساخت دیوار باربر سوپر پانل
مراحل کلی ساخت و توالی آن‌ها در صورت استفاده از دیوارهای باربر این سیستم به قرار زیر است:

### الف) اجرای فونداسیون
- آرماتوربندی و قالب‌بندی پی انجام می‌گیرد. برای قالب‌بندی می‌توان از پارتیشن‌های سیستم استفاده نمود.
- لازم است تا آرماتورهای انتظار به منظور اتصال دیوارهای باربر اجرا شوند.
- بتن‌ریزی پی انجام می‌شود.
- محل بازشوهای دیوارها علامتگذاری می‌شوند.

### ب) نصب دیوارهای باربر
- نصب المان‌های دیوارهای باربر معمولاً از یکی از گوشه‌های ساختمان آغاز می‌شود.
- پس از نصب دو دیوار گوشه، آن‌ها توسط بست‌هایی به هم بسته می‌شوند.
- نصب دیوارهای دیگر در ادامه دیوارهای گوشه انجام می‌شود.
- دیوارهای مجاور دیگر نیز مانند دیوارهای گوشه با بست‌هایی به هم محکم می‌شوند.
- بازشوی درها و پنجره‌ها (قسمت نعل‌درگاه) نصب می‌شوند.
- در صورت نیاز داکت‌های عبور تأسیسات در دیوارها تعبیه می‌شوند.
- در حین انجام عملیات و با توجه به موقعیت هر یک از دیوارها، میلگردهای اضافی قائم

(در صورت نیاز) و میلگردهای افقی نصب می‌شوند.
- جک شاقولگر لازم برای ثابت نگه داشتن دیوارها به هنگام بتن‌ریزی در محل خود قرار می‌گیرند. برای هر چانل دیواری، یک عدد جک شاقولگر نیاز است

### پ) بتن‌ریزی دیوارها
- مخلوط بتن (با طرح اختلاط مورد نظر) تهیه می‌شود.
- با توجه به ابعاد و تعداد طبقات بهترین روش بتن‌ریزی (بتن ریزی با پمپ – بتن ریزی به وسیله باکت و شوت) انتخاب می‌شود.
- بتن آماده شده داخل دیوارها ریخته می‌شود.
- عملیات ویبراسیون انجام می‌شود.
- پس از سخت شدن بتن تکیه‌گاه‌ها و شمع‌های نصب شده باز می‌شوند.

## = ت) فینیشینگ سطوح دیوارها
- فینیشینگ و اندودهای سطوح داخلی و خارجی دیوارها با روش‌های تعیین شده اجرا می‌شود.

روش‌های نصب و ساخت پارتیشن بر زمین و سقف

## الف) نصب پروفیل‌های L شکل یا U شکل روی زمین
محل قرارگیری پارتیشن بر روی زمین وبر اساس نقشه معماری توسط پیچ کردن نبشی‌های گالوانیزه مشخص می‌گردد؛ و سپس پارتیشن‌ها در جای خود و در کنار نبشی‌ها قرار می‌گیرند. هر پارتیشن در دو طرف خود دارای یک نبشی بوده که از یک سمت به کف بتنی و از سمت دیگر به پروفیل‌های گالوانیزه داخل پارتیشن پیچ می‌گردد.

## ب) نصب پروفیل‌های L شکل روی سقف
بعد از اجرای این جزئیات در پای پانل، نبشی‌های مربوطه با همین جزئیات درست در امتداد شاقولی لبه دیوار زیر سقف نیز نصب می‌شوند و بدین ترتیب پارتیشن‌ها آماده نصب می‌گردند.
روش‌های نصب سقف
نصب المان‌های سقفی این سیستم به سادگی و تنها با استفاده از دو نفر امکان‌پذیر است. المان‌های مذکور که دارای لبه‌هایی به فرم کام و زبانه هستند در کنار هم قرار می‌گیرند. قرارگیری المان‌ها از یک‌گوشه و نزدیک دیوارها آغاز می‌گردد و سپس تیرهای تکیه‌گاهی به همراه شمع‌ها در جهت عمود بر پروفیل‌های موجود در المان‌ها نصب می‌شوند.
جکهای سقفی را بر اساس ضخامت سقف در فواصل به شرح ذیل به همراه چهار تراش چوبی در زیر سقف محکم می‌نماییم:
```
* برای ضخامت‌های از ۲۰۰ تا۲۳۰ mm 2.3 m> = حداکثر فاصله شمع‌ها
```

- برای ضخامت‌های از۲۴۰ تا ۲۸۰ mm 2.0 m > = حداکثر فاصله شمع‌ها
- برای ضخامت‌های از ۲۹۰تا۳۲۰ mm 1.8 m> = حداکثر فاصله شمع‌ها

برای عبور تأسیسات در طول هر یک از پانلهای سقفی سه حفره تعبیه شده‌است که امکان عبور هر نوع تأسیساتی را از داخل خود ممکن می‌سازد. مقطع این داکت‌ها با اندازه ۱۲ در ۶۰ میلی‌متر نه تنها برای عبور لوله‌ها و سیم‌های برق، بلکه برای عبور لوله‌های نسبتاً بزرگ آب نیز مناسب است.